# Rarop (schip, 1634)
De Rarop was een fluit van de Amsterdamse kamer van de Vereenigde Oostindische Compagnie (VOC) en is gebouwd door de Amsterdamse werf.
Nadat het schip in 1634 in gebruik is genomen voer het naar Oost-Indië. In plaats van terug te keren naar Nederland bleef het schip daar. Vanuit Batavia voer het drie keer van en naar de Japanse stad Hirado. Dit gebeurde in 1635, 1636 en 1637. In 1638 vertrok de Rarop vanuit Batavia naar Mokka met een lading suiker uit Taiwan, specerijen, sappanhout en porselein. In Mokka waren de Zaiditische imams met succes in opstand gekomen tegen het Ottomaanse gezag.
De Rarop verging op 1 januari 1640 doordat het tussen Colombo en Negombo op een rif voer.
Aagtekerke · Akerendam · Amsterdam · Arnhem · Batavia · Bleijenburg · Concordia · De Dry Heuvels · De Dry Papegaijtiens · Dromedaris · Duyfken · Eendracht · Eendraght · Fortuyn · Geldermalsen · Gouden Buys · Goudriaan · 't Gulden Zeepaert · Halve Maen · Hof van Zeelandt · Hollandia · Landskroon · Leeuwin · Magdalena · Mauritius · Meermin · Midloo · Negotie · Nieuw Hoorn · Nieuwvliet · Nijenburg · Oude Zijpe (1711) · Oude Zijpe (1740) · Prins Willem · Rarop · Ravenstein · Ridderschap van Holland · Saerdam · Schiedam · Valkenbos · Vergulde Draeck · 't Vliegend Hert · Voetboog · Wapen van Amsterdam · 't Wapen van Hoorn · Westerbeek · Wimmenum · Zuytdorp · Zeewijk